# Szófiai repülőtér
A Szófiai repülőtér (IATA: SOF, ICAO: LBSF) Bulgária legfontosabb nemzetközi repülőtere. A bolgár főváros, Szófia közelében található. Éves utasforgalma 6 003 653 fő (2022).

## Futópályák
A repülőtér futópályái:
- 09/27 (3600 m, 45 m, bitumen)

## Forgalom
Az utasforgalom az elmúlt években az alábbi módon változott:
| Utasok száma | 1 249 941 | 1 103 869 | 1 346 342 | 2 200 950 | 3 121 838 | 3 473 088 | 3 815 158 | 6 490 096 | 7 089 389 | 6 003 653 |
|              | 1998      | 2001      | 2003      | 2006      | 2009      | 2011      | 2014      | 2017      | 2019      | 2022      |